# Nowe Miasto (Litwa)
Nowe Miasto (lit. Žemaičių Naumiestis) – miasteczko na Litwie, położone w okręgu kłajpedzkim i w rejonie szyłokarczemskim. Liczy 1716 mieszkańców (2001). 

## Historia
Nowe Miasto założone zostało w 1360 przez Krzyżaków. Król Stanisław August nadał je w 1779 Michałowi Ronikierowi. Po III rozbiorze Rzeczypospolitej włączone do Rosji. Miasteczko ze względu na swe położenie w pobliżu granicy z Prusami do 1914 było siedzibą komory celnej i lokalnym ośrodkiem handlowym.  Od 1918 należy do Republiki Litewskiej.
Podczas okupacji hitlerowskiej, na początku lipca 1941 roku Niemcy utworzyli getto dla żydowskich mieszkańców. Przebywało w nim około 1000 osób. 25 września 1941 roku Niemcy zlikwidowali getto, a Żydów zamordowano w Szodewiczach. 